# Typosyllis taltalensis
Typosyllis taltalensis är en ringmaskart som beskrevs av Hartmann-Schröder 1962. Typosyllis taltalensis ingår i släktet Typosyllis och familjen Syllidae. Inga underarter finns listade i Catalogue of Life.